# 1552

## Родени
- Василий IV, цар на Русия
- Едмънд Спенсър, Английски поет